# 4e brigade d'aérocombat
La 4e brigade d'aérocombat (4e BAC) est une grande unité militaire de l'Armée de terre française.
Créée le 1er juillet 2016 dans le cadre du plan de réorganisation de l'Armée de terre, elle est l'héritière de la 4e division aéromobile (4e DAM).

## L'héritage de la4ebrigade d'aérocombat
L'histoire de la brigade dans l'aviation légère est regroupée de manière chronologique en quatre grandes phases :
- La brigade aéromobile expérimentale (BAE) du 1er septembre 1983 au 30 juin 1985 à Nancy ;
- La 4e division aéromobile (4e DAM)  du 1er juillet 1985 au 30 juin 1999 à Nancy, puis 4e brigade aéromobile (4e BAM) du 1er juillet 1999 au 30 juin 2010 à Essey-lès-Nancy ;
- La division aéromobilité (DIV AERO) du commandement des forces terrestres du 1er juillet 2010 au 30 juin 2016 à Lille ;
- La 4e brigade d'aérocombat (4e BAC) depuis le 1er juillet 2016 à Clermont-Ferrand.

## L'aérocombat: une nécessité

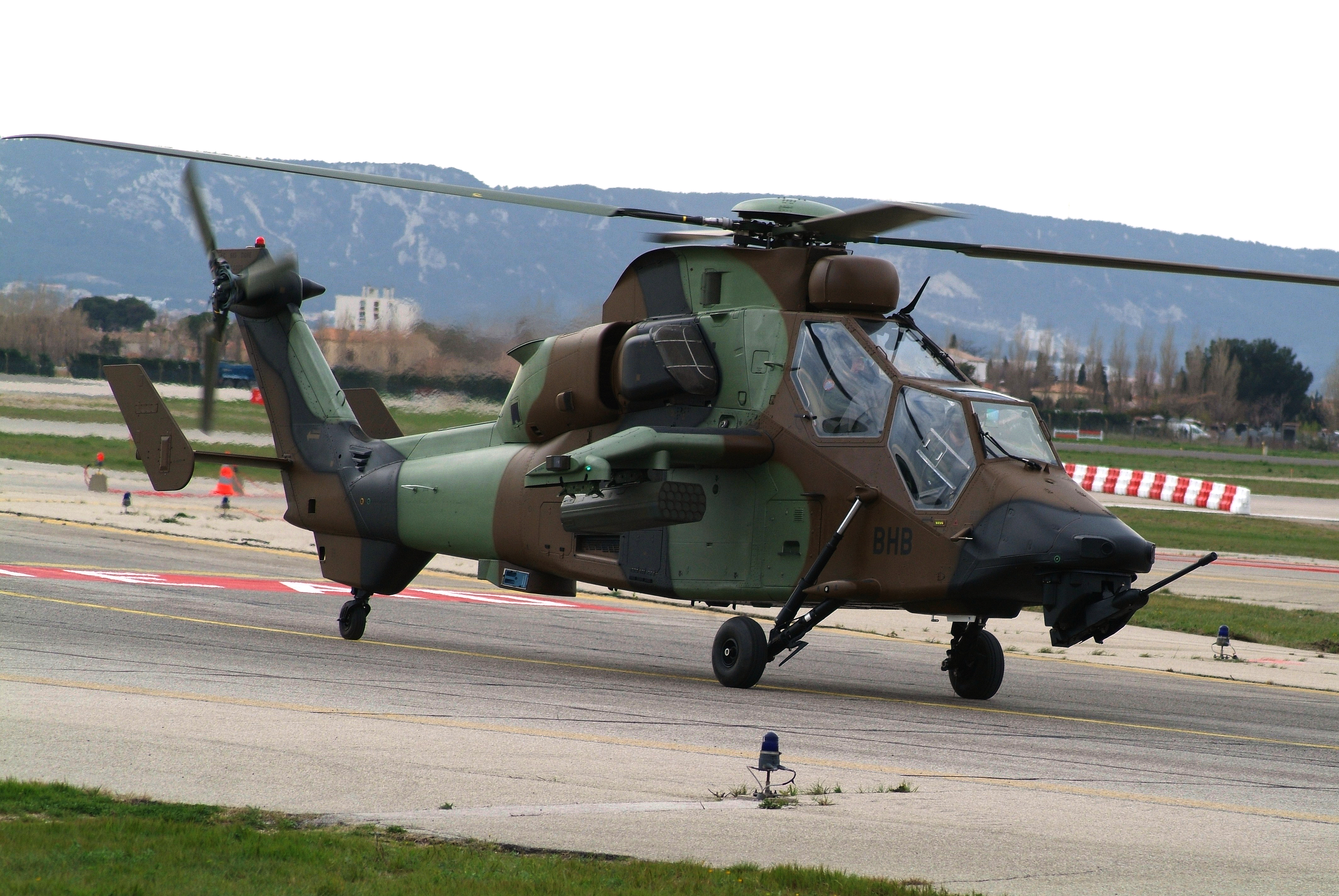
Un Tigre du 5e RHC.

L'aérocombat est une nécessité opérationnelle. Face à un ennemi déterminé, imbriqué dans des zones urbanisées ou cachées dans des espaces désertiques. Seule une manœuvre combinée entre forces au sol et héliportées permet de conduire des actions dynamiques, puissantes et précises pour surprendre, bousculer et finalement emporter la décision. 
Particulièrement adapté aux conflits actuels, mettant à profit l'avance technologique de ses équipements, l'aérocombat s'est ainsi progressivement imposé comme l'un des modes de combat privilégiés de l'Armée de terre.
Lors de sa réactivation en 2016, la brigade est rattachée au commandement de l'Aviation légère de l'Armée de terre (COM ALAT) de Vélizy-Villacoublay. Depuis 2024, elle fait partie du commandement des actions dans la profondeur et du renseignement (CAPR) de Strasbourg.

## Composition
Son effectif à sa création en 2016 est de 3 000 militaires et elle dispose d'environ 150 hélicoptères.
Grande unité d'hélicoptères à vocation interarmes, la 4e BAC commande trois des quatre régiments d'hélicoptères de combat français, la 4e compagnie de commandement et de transmissions d'aérocombat et le 9e régiment de soutien aéromobile. 
| Régiments                                                             | Abréviation | Localisation     |
| --------------------------------------------------------------------- | ----------- | ---------------- |
| État-major de brigade                                                 | EM 4e BAC   | Clermont-Ferrand |
| 1er régiment d'hélicoptères de combat                                 | 1er RHC     | Phalsbourg       |
| 3e régiment d'hélicoptères de combat                                  | 3e RHC      | Étain            |
| 5e régiment d'hélicoptères de combat                                  | 5e RHC      | Pau-Uzein        |
| 9e régiment de soutien aéromobile                                     | 9e RSAM     | Montauban        |
| 4e compagnie de commandement de transmissions et soutien d’aérocombat | 4e CCTSA    | Clermont-Ferrand |

### Bibliograpie
- La 4e brigade d'aérocombat, Éditions Pierre de Taillac, 10 juin 2022, 224 p. (ISBN 978-2-36445-202-2, lire en ligne)